# Wilczkowie

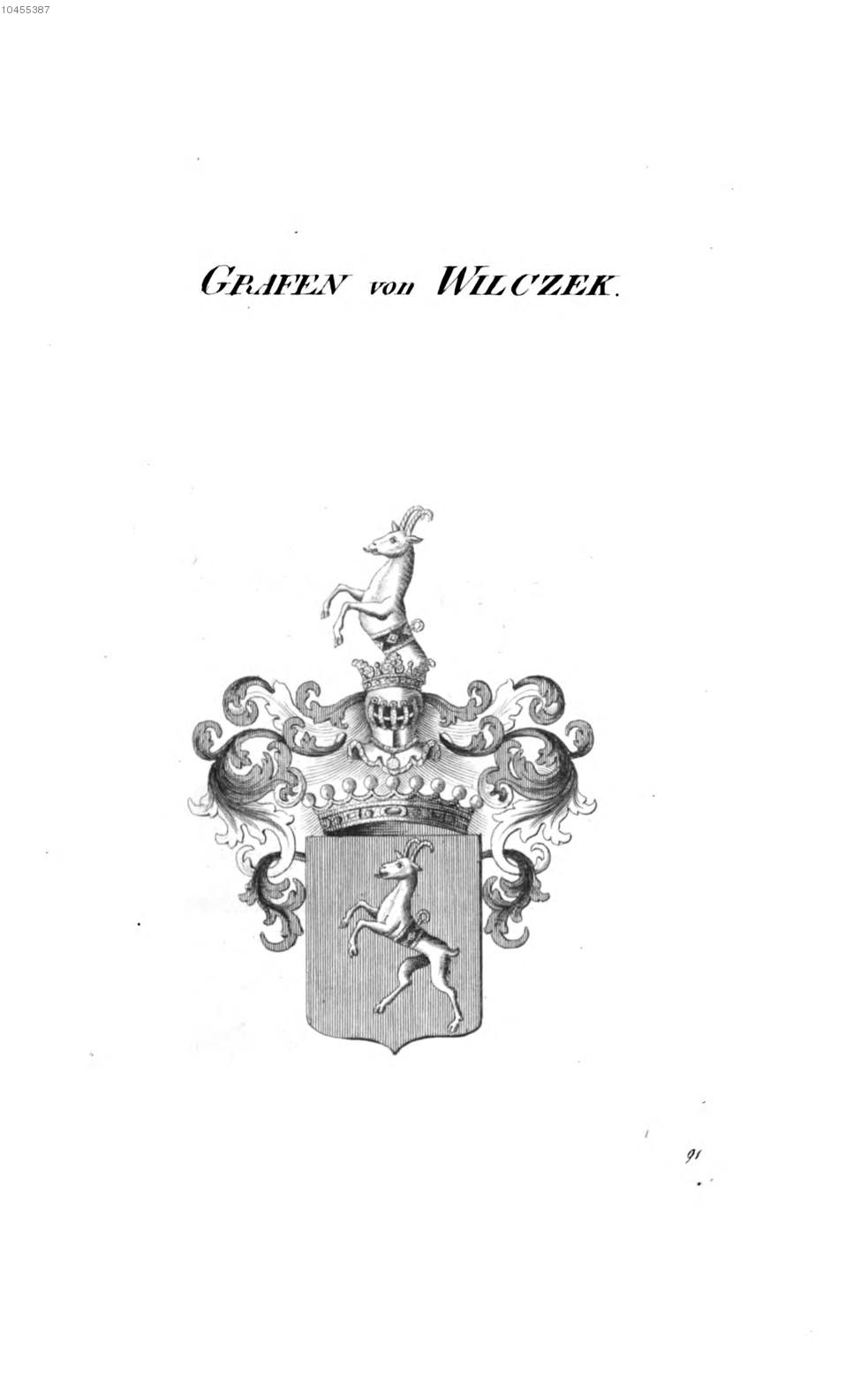
Herb rodziny Wilczków

Wilczkowie – rodzina szlachecka pochodząca z Dobrej na Śląsku Cieszyńskim.
W posiadanie Dobrej koło Frydku weszli jeszcze w XIV wieku. W 1500 roku uzyskali tytuł baronowski z przydomkiem Frei-und Pannerhern von Hultschin und Guttenland. W 1710 roku zakupili Polską Ostrawę, gdzie odkryte później złoża węgla przyczyniły się do wzrostu zamożności rodu, ówcześnie jednego z najbogatszych w państwie Habsburgów. W 1729 otrzymali oni przywilej, który podnosił ród do stanu hrabiowskiego.  W XVIII wieku rodzina posiadała dwa fideikomisy na Śląsku Austriackim: wokół Polskiej Ostrawy i Klimkovic. Obecnie ród przebywa na zamku Kreuzenstein w Dolnej Austrii.